# 纓野鯪
纓野鯪，為輻鰭魚綱鯉形目鯉科的其中一個種。分布於亞洲巴基斯坦、印度、孟加拉、尼泊爾及緬甸，體長可達91公分，主要以藻類、水草及昆蟲等為食，重要的食用魚及養殖魚類。

## 扩展阅读
維基物種上的相關：纓野鯪